# Телер (Аљаска)
Телер (енгл. Teller) град је у америчкој савезној држави Аљаска.

## Демографија
По попису из 2010. године број становника је 229, што је 39 (-14,6%) становника мање него 2000. године.
| Група             | 2000.     | 2010.    |
| Белци             | 19 (7,1%) | 9 (3,9%) |
| Афроамериканци    | 0 (0,0%)  | 0 (0,0%) |
| Азијати           | 0 (0,0%)  | 0 (0,0%) |
| Хиспаноамериканци | 1 (0,4%)  | 0 (0,0%) |
| Укупно            | 268       | 229      |